# Uncinia austroamericana
Uncinia austroamericana là loài thực vật có hoa trong họ Cói. Loài này được G.A.Wheeler mô tả khoa học đầu tiên năm 2005.